# Matang Urue Pa Dok
Matang Urue Pa Dok är en ås i Indonesien.   Den ligger i provinsen Aceh, i den västra delen av landet, 1 800 km nordväst om huvudstaden Jakarta.